# 约瑟夫·E·莱文
约瑟夫·爱德华·莱文（英語：Joseph Edward Levine，1905年9月9日—1987年7月31日），男，美国电影制片人。曾获得塞西尔·B·德米尔奖。